# Grans Antilles
Les Grans Antilles són un grup d'illes del Mar Carib. L'arxipèlag inclou les illes següents: Cuba, Hispaniola (repartida entre la República Dominicana i Haití), Puerto Rico i Jamaica. Les Grans Antilles constitueixen gairebé el 90% de les terres emergides de tot el conjunt de les Antilles (també anomenades les Índies Occidentals, així com gairebé el 90% de la seva població. Les Grans Antilles i les Petites Antilles componen les Antilles, que, sumades a les Bahames, les illes Cayman i les Turks i Caicos, constitueixen les Índies Occidentals.
Les Grans Antilles descansen sobre un massís submarí comú i estan travessades per una cadena muntanyosa abrupte i elevada, on els pics més alts oscil·len entre els dos i tres mil metres. Aquestes muntanyes estan compostes de pedra calcària, amb afloraments d'altres roques, totes elles molt més antigues que les de les Petites Antilles i sense indicis d'activitat volcànica.
El clima de les Grans Antilles és per totes parts calorós i la mitjana general de les estacions supera els 25 °C al nivell del mar. La lleugera diferència registrada entre el mes més fresc i el més calorós no sobrepassa d'ordinari els 3 °C. La humitat és en general força forta. El mar de les Antilles és càlid degut al flux ininterromput d'aigües tropicals i equatorials que aboquen posteriorment cap al Golf de Mèxic, pel Canal de Yucatán.
Alguns dels recursos minerals que es poden trobar a les Grans Antilles són: Bauxita, or, coure, bronze, ferro, plata o marbre.
Els idiomes oficials que s'hi troben són els següents: el castellà a Cuba, República Dominicana i Puerto Rico; l'anglès a Jamaica; el francès i el crioll haitià a Haití.
Els sistemes de govern que es troben a les Grans Antilles són els següents: capitalista a Puerto Rico, la Hispaniola (República Dominicana i Haití) i Jamaica; comunista a Cuba.

## Estats

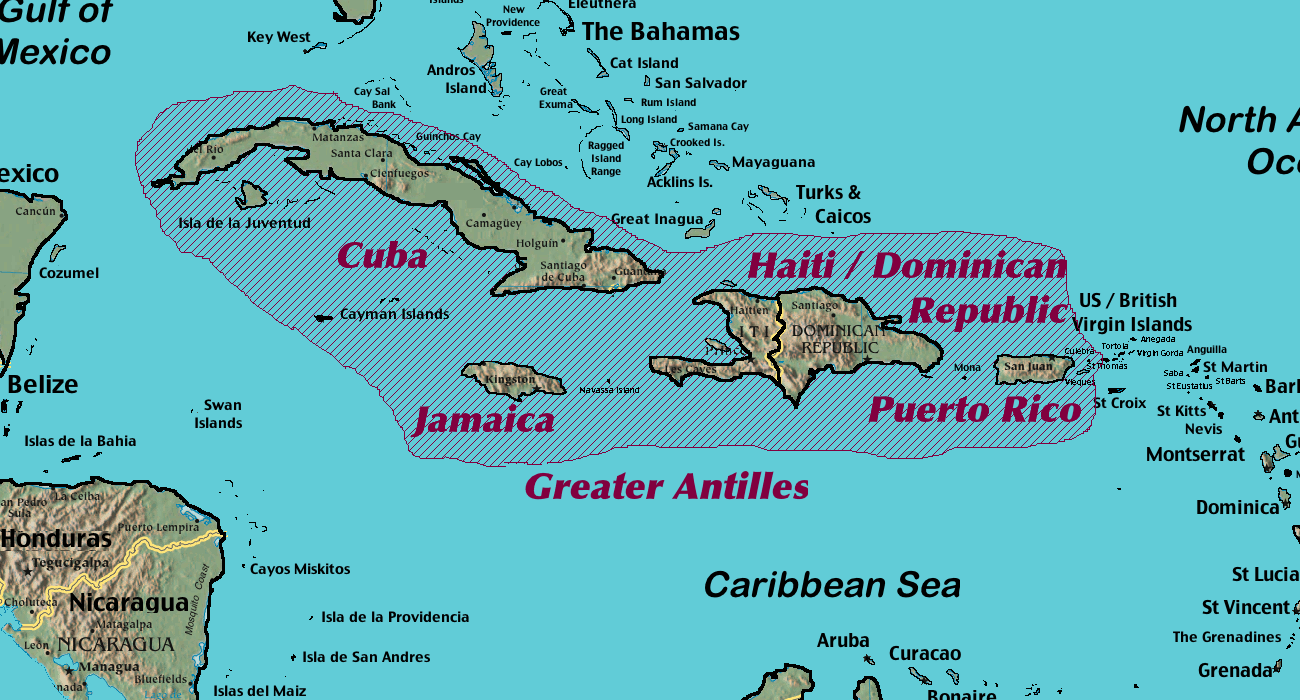
Illes de les Grans Antilles

| Estat i la seva bandera | Superfície (km²) | Població (estimació 1/7/2005) | Densitat (per km²) | Capital        |
| ----------------------- | ---------------- | ----------------------------- | ------------------ | -------------- |
| Cuba                    | 110.860          | 11.346.670                    | 102.4              | L'Havana       |
| República Dominicana    | 48.730           | 8.950.034                     | 183.7              | Santo Domingo  |
| Haití                   | 27.750           | 8.121.622                     | 292.7              | Port-au-Prince |
| Jamaica                 | 10.991           | 2.731.832                     | 248.6              | Kingston       |
| Puerto Rico (EUA)       | 9.104            | 3.916.632                     | 430.2              | San Juan       |
| Total                   | 207.435          | 35.066.790                    | 169.05             |                |

## Història
Les Índies Occidentals deuen el seu nom a Cristòfor Colom. Les Grans Antilles són primer explotades i després controlades en nom dels reis d'Espanya. S'intenta una urbanització latifundista, s'introdueixen diferents conreus, inclòs el de la canya de sucre l’any 1508.
Però amb el despoblament indígena, dramàtic entre 1570 i 1620, el poder espanyol s'afebleix i s'esfondra al marge d'alguns centres importants. Els mariners francesos, anglesos i holandesos, siguin aventurers, corsaris o pirates, aconsegueixen afiançar-se, de vegades establint entitats autònomes duradores entre 1620 i 1640, malgrat les violentes preses militars espanyoles. Els bucaners francesos s'instal·len així de manera duradora a la costa occidental en part desertada de la gran illa d'Hispaniola, que es denomina en francès Saint-Domingue i més tard Haití. Les petites illes o els enclavaments segurs, no espanyols després de 1650, desenvolupen l'economia sucrera, amb mà d'obra esclava, aportada pel comerç d'esclaus i ofereix sortides prometedores i llunyanes als seus derivats, com són els "pans de sucre", el rom, la melassa, els alcohols.
Després d'aconseguir el 1650 Barbados, una illa de les Petites Antilles, prèviament conquerida per la marina anglesa entre 1625 i 1626 als portuguesos, però ràpidament es va convertir en un refugi de bucaners i filibusters, plantadors de tabac arruïnats, comerciants d'esclaus i esclavistes anglesos, l'armada d'Oliver Cromwell ataca les illes espanyoles i pren Jamaica als espanyols el 1655. Les diverses cultures establertes antigament ocupades sense dificultats pels espanyols, per a l'exportació de tabac, bixa, cacau, bitxo, indi... s'esvaeixen per donar pas al conreu monopolístic de la canya de sucre, que ha tendit a envair Barbados des de llavors des de finals de la dècada de 1630. Els colons anglesos gaudien d'un accés privilegiat al mercat d'esclaus de Barbados. El segle xviii, Jamaica va emergir com el principal productor de sucre, superant Barbados en declivi. El 1805 tenia 859 grans plantacions i exportava 137.000 boucauts de sucre brut segons els llibres de mercaderies dels vaixells anglesos. L'illa, lloc d'un intens tràfic d'esclaus, mostra una economia florent per als defensors i rendataris de l'economia del sucre. Tanmateix, les colònies angleses de les Índies Occidentals només tenen una estructura econòmica poc desenvolupada, a causa de la prohibició del refinament del sucre in situ i del control dràstic de les indústries o fàbriques rares, encara que menys sever que a Irlanda.
El 1789, el Santo Domingo francès va superar el mig milió d'habitants esclaus negres per oficialment 33.000 blancs i 26.000 mulats, probablement hi restaven més de 100.000 errants, la qual cosa mostra la violència de la societat esclavista de les Índies Occidentals en crisi a Santo Domingo, mentre s'amagava a Jamaica. Aquesta terra francesa exporta sucre per valor de 165 milions de lliures de les seves 793 refineries de sucre, cafè per 68 milions de lliures de les seves 3.117 plantacions de cafè, cotó per 6 milions de lliures dels seus 733 molins de cotó, índig per 930 mil lliures dels seus 3.150 indigoteries, així com troncs per 1,5 milions de lliures i pells de bou per 20.000 lliures. El moviment comercial supera els 330 a 350 milions. Haití va adoptar en principi els ideals revolucionaris francesos durant una llarga guerra civil i va ratificar la seva independència el 1804 després d'un conflicte violent amb la república metropolitana, impotent per la seva marina fallida.
Cuba sota el jou de la corona d'Espanya, mestressa de la comunicació i la informació, va patir l'evolució imposada pels seus veïns tot mantenint les zones agrícoles o « estancias» tradicionals. L'any 1763, l'exportació de pells i ceres encara estava associada a la ramaderia extensiva. La importació d'esclaus negres, amb prou feines són 32.000 el 1763, justifica els cultius colonials en altres llocs, en particular el tabac, el sucre i el cafè. El 1774, Cuba tenia una població de només 171.000 individus blancs i de color. Una immigració de colons francesos procedents de Santo Domingo, que atreu una onada de retorn o de nou arribats de diversos colons espanyols, explica el salt demogràfic de 100.000 habitants. El 1792, l'illa gran i llarga, poc poblada, tenia 272.000 habitants. El cultiu del tabac es va desenvolupar en quantitat i qualitat, l'exportació de 860 tones el 1750 es va més que triplicar, amb 2.900 tones el 1790, establint una especialitat de l'illa per al segle següent. Les altres cultures colonials es van afirmar mitjançant un creixement vigorós però desigual, com el cafè. Els problemes a Haití expliquen aleshores la proliferació de refugiats, de vegades molt actius en el cafè però indesitjables o sovint mal rebuts i després expulsats per les autoritats espanyoles preocupades per la invasió francòfona. Però el desenvolupament de les cultures esclavistes va continuar, portant entre 1790 i 1820 més de 320.000 esclaus negres. L'arribada de 720.000 nous esclaus negres entre 1820 i 1860 va canviar definitivament la cara demogràfica de l'illa.
El 1898, el regne d'Espanya no va poder impedir que les seves tropes militars fossin humiliades alhora per la revolta popular cubana i pels Estats Units d'Amèrica, que havien entrat en guerra per emancipar els últims hispanoparlants de la tutela colonial. Espanya perd les seves últimes joies tropicals deixant instaurar la república autònoma de Cuba. L'economia del Carib ha passat a la dominació nord-americana, que ha reavivat els cultius tropicals, en particular els del sucre, el cafè i el plàtan. La crisi de 1933 desorganitza l'economia de les Grans Antilles. La revolució castrista el 1959 separa Cuba de la resta del Carib, mentre que les últimes converses d'independència culminen, per a Jamaica el 1962 i les Bahames el 1973.

## Geologia
Les Grans Antilles, fruit d'un lent aixecament tectònic i de les diverses regressions marines, estan marcades per la presència de roques sedimentàries calcàries càrstiques, d'orígens coral·lians i marins i per una base de velles formacions d'arcs volcànics, fetes de vegades per basculacions tectòniques, carriages o simplement l'erosió. Les tres principals cadenes de nord-caràibs, al nord del Mar Carib o Carib, s'uneixen a l'oest a l'illa de Porto-Rico, l'alineament del nord de Cuba perllonga els altiplans de la península de Yucatán al continent nord-americà a l'oest, la serralada central s'imposa al sud-est de Cuba i al centre de Hispaniola, la serralada més meridional des d'un principi es nota a Jamaica abans d'arribar al sud d'Haití.
 La serralada central d'Hispaniola s'eleva ràpidament, arribant sovint a 2.000 metres d'altitud per arribar més enllà de 3000 metres. El vigor del relleu s'ha de posar en correspondència amb fosses marines molt profundes de més de 9.000 metres, més a l'oest al nord de Puerto Rico. La fossa oceànica més profunda de l'oceà Atlàntic (-9.210 m) es troba al nord de Puerto Rico.
Si la major part de l'illa de Cuba, així com l'extens altiplà de pedra calcària parcialment emergida de les Bahames, es troba a la placa nord-americana, hi ha microplaques al sud d'aquesta gran placa, productes llunyans de la dislocació de la placa del Carib. que va aparèixer a l'època terciària, com la "microplaca de Gonâves", que apareix entre el sud de Cuba i el nord de Jamaica i s'estén cap al sud d'Haití, explicant els greus riscos sísmics de la regió de Port-au-Prince. El vulcanisme és molt més present al fons marí que a la terra. Un dels motors de l'activitat sísmica i volcànica continua sent la caiguda de la placa oceànica atlàntica sota la placa del Carib.

## Geografia
Les Grans Antilles se situen a banda i banda del paral·lel 20° de latitud nord. S'estenen principalment sobre dos espais marítims: l'Oceà Atlàntic i la Mar del Carib. Algunes petites illes cubanes es troben al golf de Mèxic. L'illa de la Joventut i Jamaica tenen les seves costes banyades íntegrament pel Mar Carib.
La Hispaniola és l'illa més muntanyosa, el cim més alt és el Pic Duarte (i la depressió endorreica local més important és el llac salé d'Enriquillo situat al sud-oest de la República Dominicana). Altres muntanyes tenen un relleu bastant vigorós com la Sierra Maestra a Cuba i els Blue Mountains a Jamaica.
L'any 2005, la població total de les Grans Antilles era propera als 35 milions d'habitants.

### Clima
Les temperatures, típiques d'un clima tropical, són suavitzades per les brises de mar i per l'altitud. En el litoral, el clima tropical càlid és suavitzat pels vents alisis bastant constants al llarg de l'any. Aquests vents només es veuen interromputs per l'efecte de les tempestes a l'oceà Atlàntic. A l'interior, el clima és més càlid. Però amb l'altitud, la humitat augmenta i la temperatura disminueix.
Les pluges corresponen als dos passos del sol al zenit. Tenen lloc en dues temporades tancades, maig-juny i setembre-octubre. Per tant, hi ha dos tipus d'estacions:
- l'estació humida és calorosa (de juny a desembre), coneguda com el període d'huracans. Aquest "hivern" està marcat per pluges tempestuoses que esclaten a la tarda. L'estiu també marca el començament d'una temporada d'huracans amb un gran poder destructiu sobre els cultius i els assentaments humans. Els ciclons formats inicialment sobre l'oceà sobreescalfat arriben a les Grans Antilles des de l'est.

- l'estació seca és fresca (de desembre a juny), coneguda com el període de Quaresma;

Els vessants que fan front als vents alisis o vents d'est són molt més humits, de densos boscos pluvials, mentre que els altres vessants "sota el vent", dominis de prats, sabanes o petits deserts de plantes xeròfiles, i poden patir sequera.

### Fauna i flora
Malgrat les evolucions modernes, destructives de la biodiversitat de la selva verge, amb els seus estrats arborats i el seu lot de plantes epífites, com els aiguamolls, els pantans, els litorals de sorra o els manglars, prats o terres més seques o desèrtiques dels altiplans de muntanya, les Grans Antilles testimonien encara nombroses espècies endèmiques, específicament illenques, que resisteixen de vegades a l'interior o en els darrers grans aiguamolls i llagunes peninsulars protegides, a l'aparició d'espècies migratòries del continent. Així el mamífer insectívor solenodont, el minúscul colibrí abella, avui cada vegada més rar. Així, el cocodril d'aigua dolça dels aiguamolls interiors de Cuba, el cocodril de Cuba més petit, agressiu i viu, difereix dels cocodrils americans de la península de Zapata. Fins i tot els cocodrils americans de les aigües salobres del llac Enriquillo a Hispaniola tendeixen a evolucionar cap a una espècie animal específica.
La fauna dels voltants marins era abans encara més destacable i variada, amb el lamantí del Carib o fins i tot les multituds de flamencs roses, menjadors de petits crustacis, l'àguila pescadora, la fragata superba, l'espàtula rosada, aquests dos últims encara en els manglars preservats.

### Etnologia
Les antigues poblacions arawaks han estat suplantades per poblacions del Carib. Malgrat les seves rivalitats culturals, aquestes poblacions precolombines pertanyen a les cultures andines, i dominen amb refinament les cultures de mandioca, cacauets i mongetes, així com l'adaptació sofisticada a la vida seminomada de les costes (pesca) i dels diferents medis interiors illencs. A part d'alguns reductes mestissos, aquestes poblacions ameríndies han desaparegut pràcticament. La seva dramàtica desaparició des del segle xvi va requerir la immigració per deportació de poblacions d'esclaus, en benefici de les elits hispaniques, franceses, angleses o holandeses.
La majoria de la població és d'origen negre africà més o menys barrejat amb europeus i asiàtics. Els habitants afirmen pertànyer a una comunitat cultural interinsular anomenada "criolla". La fi de la contribució africana, després de l'abolició tardana del comerç d'esclaus i l'esclavitud a mitjans del segle xix, va obrir les illes a les migracions asiàtiques, particularment des de l'Índia.

### Cultius tropicals
El monocultiu de la canya de sucre, generant una indústria transformadora per a l'obtenció de suc de canya, sucre, melassa i rom, ha tingut un impacte durador en la vida de les finques agrícoles, a part d'alguns cultius alimentaris o productes específics d'exportació.
Aquestes s'han desenvolupat de vegades amb finalitats d'exportació, de manera agroindustrial, especialment amb plàtan, cafè i ananàs.